# Missionary
Missionary è il ventesimo album del rapper statunitense Snoop Dogg, pubblicato il 13 dicembre 2024 dalle etichette Death Row Records e Aftermath Entertainment.

## Antefatti e promozione
Snoop Dogg ha iniziato a menzionare l'album sui social a fine 2022, mentre nel 2023 ha confermato che Missionary era in cantiere durante un'apparizione in un podcast, dicendo che era al lavoro con Dr. Dre già da 2 mesi e che dovrebbe essere pronto per novembre. Alla domanda del perché questo nome, ha semplicemente risposto "Il primo album era Doggystyle".
Durante una intervista al podcast From The Desk Of Lo, Snoop ha spiegato come questo album sia un perfetto bilanciamento tra il vecchio e il nuovo Death Row. Nel 2024, Snoop dà alcuni aggiornamenti, dicendo come l'album contenga uno Snoop Dogg cresciuto, più attento alle barre che sceglie e come canta, di come Dr. Dre, da sempre suo mentore, lo usi come un robot e come lui ami essere "prodotto", perché cosi arrivano le sfide, aggiungendo inoltre il fatto che apprezza come Dr. Dre lo usi come uno strumento.
Nel febbraio 2024 Erick Sermon annuncia la sua presenza nell'album con una canzone a detta sua "crazy".
Nel marzo 2024, Snoop annuncia durante il Jimmy Kimmel Live che Dr. Dre inizierà a mixare l'album ad aprile e, sempre nella stessa occasione 50 Cent annuncia la sua presenza nell'album.

## Produzione
L'album è stato prodotto da Dr. Dre, che ha lanciato la carriera di Snoop con il singolo Deep Cover. L'album è un ritorno alla sonorità dei primi album di Snoop.
In una intervista concessa ad Entertainment Tonight il 13 agosto 2024, Dre ha detto: "Questo sarà un diverso livello di maturità per la mia musica. Penso che questi siano i migliori pezzi che io abbia mai fatto nella mia carriera".

## Tracce
Tracce dell'album:
1. Fore Play (feat. BJ the Chicago Kid)
2. Shangri-La
3. Outta da Blue (feat. Dr. Dre, Alus) – 2:39 (Calvin Broadus, Andre Young, Dwayne Abernathy Jr., Jahmal Gwin, Michael Mulé, Isaac De Boni ,Brandon Perry, Tia Myrie, Vanessa Freebairn-Smith, Lisa Stansfield, Ian Devaney, Andy Morris, Mandy Priddice, Cedrick Letshou, Tina Bruins, Jack Daley, Oliver Price, Maya Arulpragasam, Mick Jones, Paul Simonon, Topper Headon, Joe Strummer, Wesley Pentz, Jesse Weaver Jr., Clayton Ivey, Terry Woodford)
4. Hard Knocks
5. Gorgeous (feat. Jhené Aiko) – 2:56 (Andre Young, Terius Gesteelde-Diamant, Brandon Perry, Vanessa Freebairn-Smith, Tia Myrie, Erik Griggs, Farid Nassar, David Balfour)
6. Last Dance with Mary Jane (feat. Tom Petty, Jelly Roll)
7. Pressure (feat. Dr. Dre, K.A.A.N)
8. Another Part of Me (feat. Sting)
9. Skyscrapers (feat. Method Man, Smitty)
10. Fire (feat. Cocoa Sarai)
11. Gunz n Smoke (feat. 50 Cent, Eminem)
12. Sticcy Situation (feat. K.A.A.N., Cocoa Sarai)
13. Now or Never (feat. Dr. Dre, BJ the Chicago Kid))
14. Gangsta Pose (feat. Dem Jointz, Stalone, Fat Money)
15. The Negotiator

## Formazione
- Cocoa Sarai – voci di sottofondo (traccia 5)
- The-Dream – voci di sottofondo (traccia 5)
- K.A.A.N. – voci di sottofondo (traccia 5)
- Focus... – tastiera (traccia 5)
- Dem Jointz – tamburi (traccia 5)
- Chris Lowery – tromba(traccia 5)
- Chris Johnson – trombone (traccia 5)
- Jerry "Jay Flat" Williams – sassofono (traccia 5)
- Dr. Dre – mixing (traccia 5)
- Focus... – mixing (traccia 5)
- Quentin "Q" Gilkey – tecnico alla registrazione (traccia 5)
- Brandon Harding – tecnico alla registrazione (traccia 5)
- Jeffrey "Champ" Massey – assistente tecnico alla registrazione (traccia 5)
- Victor "Vic" Luevanos – assistente tecnico alla registrazione (traccia 5)
- Brian "Big Bass" Gardner – mastering (traccia 5)